# Gene Samuel
Pour les articles homonymes, voir Samuel (homonymie).
Gene Geronimo Samuel (de nom complet Eugene Samuel) est un coureur cycliste trinidadien né le 15 octobre 1960. Il a notamment participé à quatre reprises aux Jeux olympiques entre 1984 et 1996.

## Biographie
Marié à Rhonda Lou, il possède, depuis 1992, un magasin de cycles dans le quartier de Woodbrook, à Port of Spain. Il est notamment l'importateur exclusif des cycles Trek.
Il a, également, fondé l'école de cyclisme "Gene Samuel" (Gene Samuel Cycling Academy) avec laquelle il organise de nombreux stages et entraînements sur route, sur piste ou tout-terrain. Ceux-ci sont destinés aux cyclistes débutants jusqu'aux plus confirmés. Samuel a ainsi vu passer de nombreux médaillés panaméricains, comme Christopher Sellier, Ako Kellar, Emile Abraham ou les frères Alexander.
De plus, il tente avec l'aide du ministère des Transports, de sensibiliser les automobilistes et de les inciter à mieux respecter les cyclistes sur la route.
Il a représenté son pays lors de quatre Jeux olympiques, disputant sept épreuves. Sa meilleure performance date de 1984, où il obtient la quatrième place du kilomètre (résultat qui reste le meilleur pour un cycliste trinidadien aux Jeux). Cependant, il regrette n'avoir jamais disputé un kilomètre de qualité lors de ces Jeux. Alors qu'il était malade à Séoul, il se casse l'épaule, trois semaines avant Atlanta. Il estime avoir perdu, ainsi, environ deux secondes lors de son premier tour. Alors que Marty Nothstein en faisait un favori pour l'obtention d'une médaille olympique.
Aux championnats du monde, il obtient plusieurs fois des places dans les dix premiers dans la discipline du kilomètre. La médaille de bronze qu'il décroche aux mondiaux de Stuttgart, en 1991 est la consécration de sa carrière.
Néanmoins, son palmarès s'étoffe de deux médailles d'or obtenues, en République dominicaine, lors des Jeux d'Amérique centrale et des Caraïbes de 1986. Ou bien de trois médailles décrochées lors des Jeux panaméricains, dont le titre du kilomètre qu'il s'octroie en 1991. En 1987, il obtient l'argent en échouant juste derrière Curt Harnett et le bronze à Mar del Plata. Il a participé aux Goodwill Games en terminant, notamment, quatrième du kilomètre en 1990.
Pour lui, ses deux meilleures courses, il les a disputées en 1991. À La Havane, lors des Jeux panaméricains, il effectue la course parfaite (selon lui). Au bout de 500 mètres, il était au coude à coude avec Erin Hartwell, qui avait l'habitude de finir très fort, et de le distancer irrémédiablement. Mais cette fois-là, sur les deux derniers tours de piste, Samuel réussit à creuser un écart d'une seconde. La seconde s'est déroulée aux mondiaux. Après de multiples palabres et confusions, à propos de son engagement, (ce qui lui fait dire qu'il aurait pu aller plus vite) il prend le départ stressé, au point d'en oublier le nombre de tours. Il se rétablit in extremis lors du dernier tour. Grâce à la contre-performance du tenant du titre et grand favori, Alexandre Kiritchenko, dernier concurrent du jour, il obtient le bronze avec un centième d'avance sur Frédéric Magné, le Soviétique ayant craqué lors de son dernier tour. C'est une sorte de revanche pour lui, puisqu'un autre Français, Fabrice Colas l'avait privé du bronze aux J.O. de Los Angeles, pour quatre centièmes. Il attribue ses performances à la rencontre qu'il fait avec Shaun Wallace. C'est lui qui l'incite à utiliser le guidon de triathlète. Leurs entraînements communs lui ont permis de décrocher le bronze mondial et à l'Anglais, l'argent en poursuite.
En 1992, il établit sa meilleure performance, en altitude, en réussissant 1 min 04 s 4 à Cali. Ce qui constituait à l'époque le record du monde professionnel. Il participe au XIV Gran Caracol de Pista en Colombie, qui se déroule dans plusieurs vélodromes du pays. Lors de la dernière journée et à sa troisième tentative, il réussit à battre le record, détenu, jusque-là, par le Colombien Efraín Dominguez. Il dit remercier la sportivité du public qui l'a fortement encouragé bien qu'il s'attaquait à une marque, détenue par un compatriote.
Entraîné par un Canadien Desmond Dickie, on lui propose la nationalité canadienne qu'il refuse, « voulant placer (grâce à ses résultats) Trinidad sur la carte ». Il arrête sa carrière cycliste en 1997, sur une mauvaise chute, lui occasionnant une fracture de la clavicule. Il recense pas moins de 62 titres nationaux, en vitesse, kilomètre, poursuite… Bien qu'en 1985, Steve Bauer lui soumette une proposition de contrat, jamais il ne passe professionnel sur la route, alors que 90 % de son entraînement s'est fait sur route.
Avec ses nombreuses activités liées au vélo, c'est tout naturellement qu'il reprend la compétition, sur route cette fois. En 2008, il monte sur le podium du championnat national. En février 2011, il est suspendu quatre mois pour une vive altercation qu'il aurait eu à la fin d'une course, en septembre 2010. Il gagne de nombreuses épreuves dans sa catégorie d'âge mais pas seulement puisque, toujours membre de la catégorie Élite, il remporte, par exemple, en 2011, la course Mucurapo - Couva - Mucurapo, ou encore, à près de 52 ans, il s’impose dans le Petrotrin International Criterium.
Il ne compte plus les distinctions honorifiques dans son pays. Il a reçu trois fois le titre de sportif de l'année, quatorze fois le titre de cycliste de l'année. Il fait partie des cent meilleurs sportifs du XXe siècle, il est entré au Sports Hall of Fame trinidadien. En août 2011, Gene Samuel est intronisé au T-Town Hall of Fame. Trexlerton (T-Town), en Pennsylvanie, est considéré comme la capitale du cyclisme sur piste aux États-Unis. De 1989 à 1997, Samuel y a disputé de multiples compétitions et y a remporté, notamment, la Keirin Cup en 1992,.
Il habite à Port-d'Espagne, dans le sud, essentiellement résidentiel, du quartier de Saint James, sur Mucurapo Road.

## Palmarès

### Jeux olympiques
- Los Angeles 1984
  - 4e du kilomètre (en)[4].
  - Éliminé au repêchage du deuxième tour de la vitesse individuelle (en)[4].

- Séoul 1988
  - 12e du kilomètre (en)[11].
  - 15e de la course aux points[12].

- Barcelone 1992
  - 8e du kilomètre[13].
  - 19e de la course aux points[14].

- Atlanta 1996
  - 10e du kilomètre[15].

### Championnats du monde
- Bassano del Grappa 1985
  - 5e du kilomètre.
- Colorado Springs 1986
  - 7e du kilomètre.
- Lyon 1989
  - 8e du kilomètre.
- Stuttgart 1991
  -  Médaillé de bronze du kilomètre.
- Hamar 1993
  - 9e du kilomètre.
- Bogota 1995
  - Premier tour de la vitesse par équipes (avec Clinton Grant et Michael Phillips)[16].

### Coupe du monde
- 1994
  - 3e de la vitesse par équipes (avec Clinton Grant et Michael Phillips) à Colorado Spring

### Jeux panaméricains
- Indianapolis 1987
  -  Médaillé d'argent du kilomètre.

- La Havane 1991
  -  Médaillé d'or du kilomètre.

- Mar del Plata 1995
  -  Médaillé de bronze du kilomètre.

### Championnats panaméricains
- São Paulo 1982
  -  Médaillé de bronze du kilomètre.
- Medellín 1984
  -  Médaillé d'or du kilomètre.
  -  Médaillé de bronze de la vitesse.
- Curicó 1994
  -  Médaillé d'or du kilomètre.
  -  Médaillé de bronze du keirin.

### Jeux d'Amérique centrale et des Caraïbes
- Santiago de los Caballeros 1986
  -  Médaillée d'or du kilomètre[17].
  -  Médaillée d'or de la vitesse individuelle[18].

### Autres résultats
- 2008
  - Easter GP
    - 1re et 2e étapes
    - Classement général

  - 3e des championnats de Trinité-et-Tobago sur route
- 2012
  - 3e des championnats de Trinité-et-Tobago du critérium
- 2013
  -  Champion de Trinité-et-Tobago du critérium